# 京華中心
京華中心（英語：Capitol Centre）是香港一座商業大廈，位於銅鑼灣渣甸街5至19號，樓高21層，在1980年落成。京華中心前身是1952年開張的京華戲院。戲院拆卸後該地並由華廈置業購入並重建為一幢以零售商舖及商業用途為主的大廈。

## 商場
京華中心基座設有商場，共有6層樓面，面積超過51,000平方呎。80年代，吉利市亦有在京華中心開設分店。2000年前後，商場由多間民生商鋪如屈臣氏集團（屈臣氏個人護理店、豐澤電器）、大家樂、Giordano等租用。
2011至2017年8月，Forever 21租用京華中心六層樓面作為旗艦店，月租1080萬港元，其後再加租至每月1378萬港元。在Forever 21不續租約後，Victoria's Secret以每月700萬港元承租，並在2018年中開業。2020年5月，受新冠肺炎影響，Victoria's Secret亦提早離場，比原有租約時間提早7年離場。
2022年，Market Place以60萬港元租用京華中心地庫，面積約7,000平方呎。
2023年6月，CHANEL以300萬港元租用京華中心地下及1樓及外牆廣告位，面積約1.9萬平方呎。

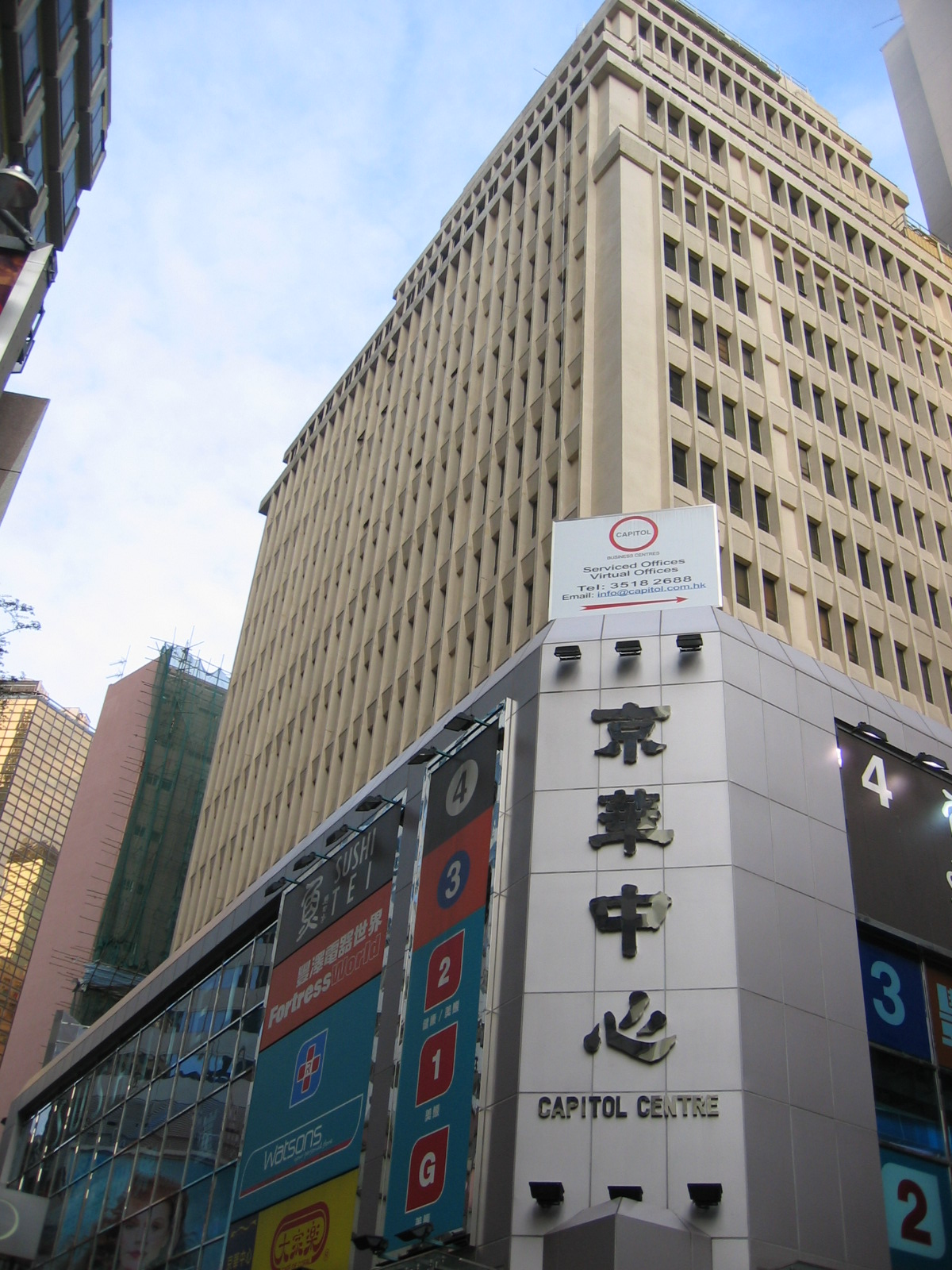
京華中心曾經設屈臣氏集團旗下的屈臣氏個人護理店及豐澤電器（2005年）
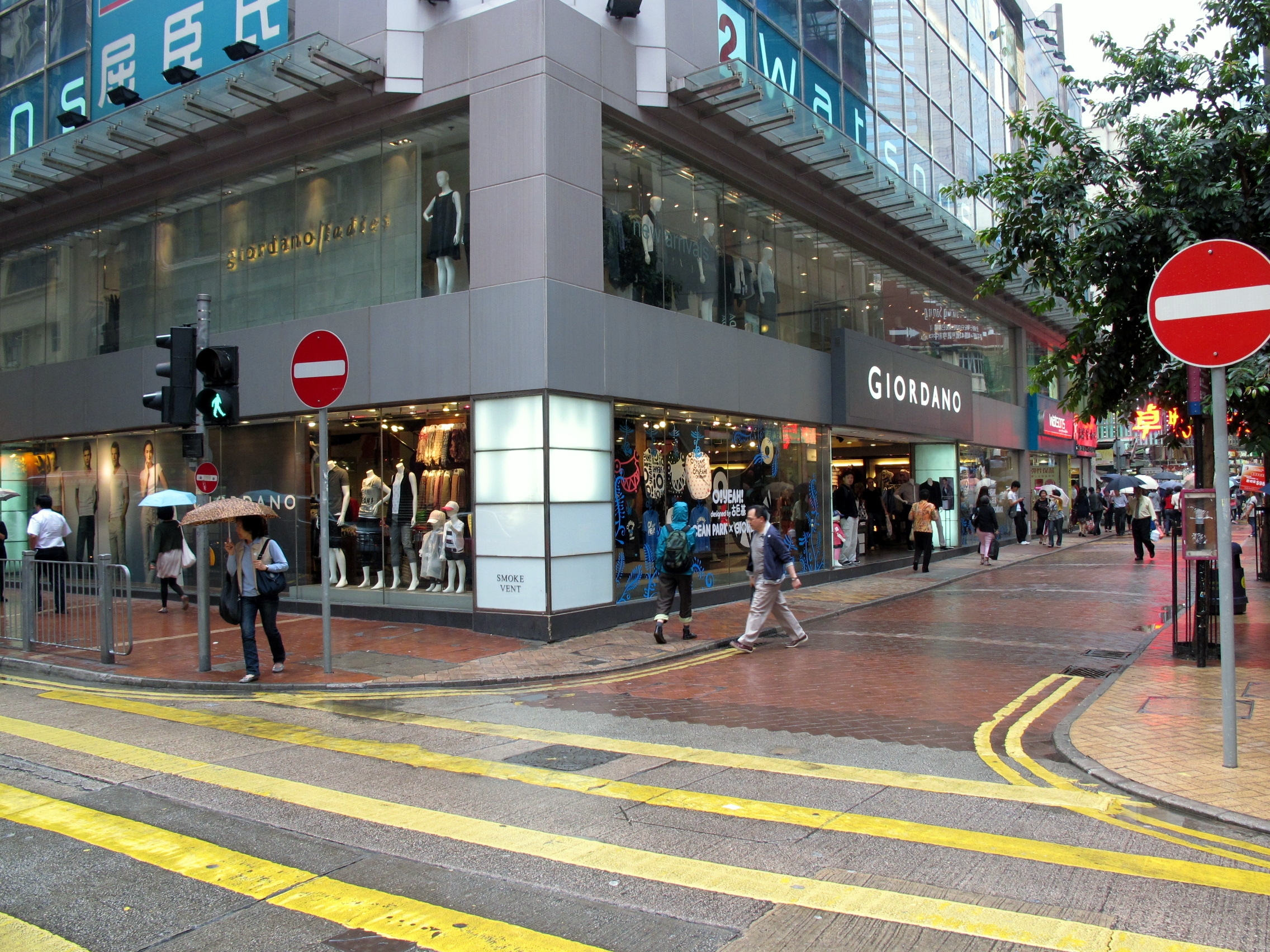
京華中心曾經設Giordano和屈臣氏個人護理店（2011年）
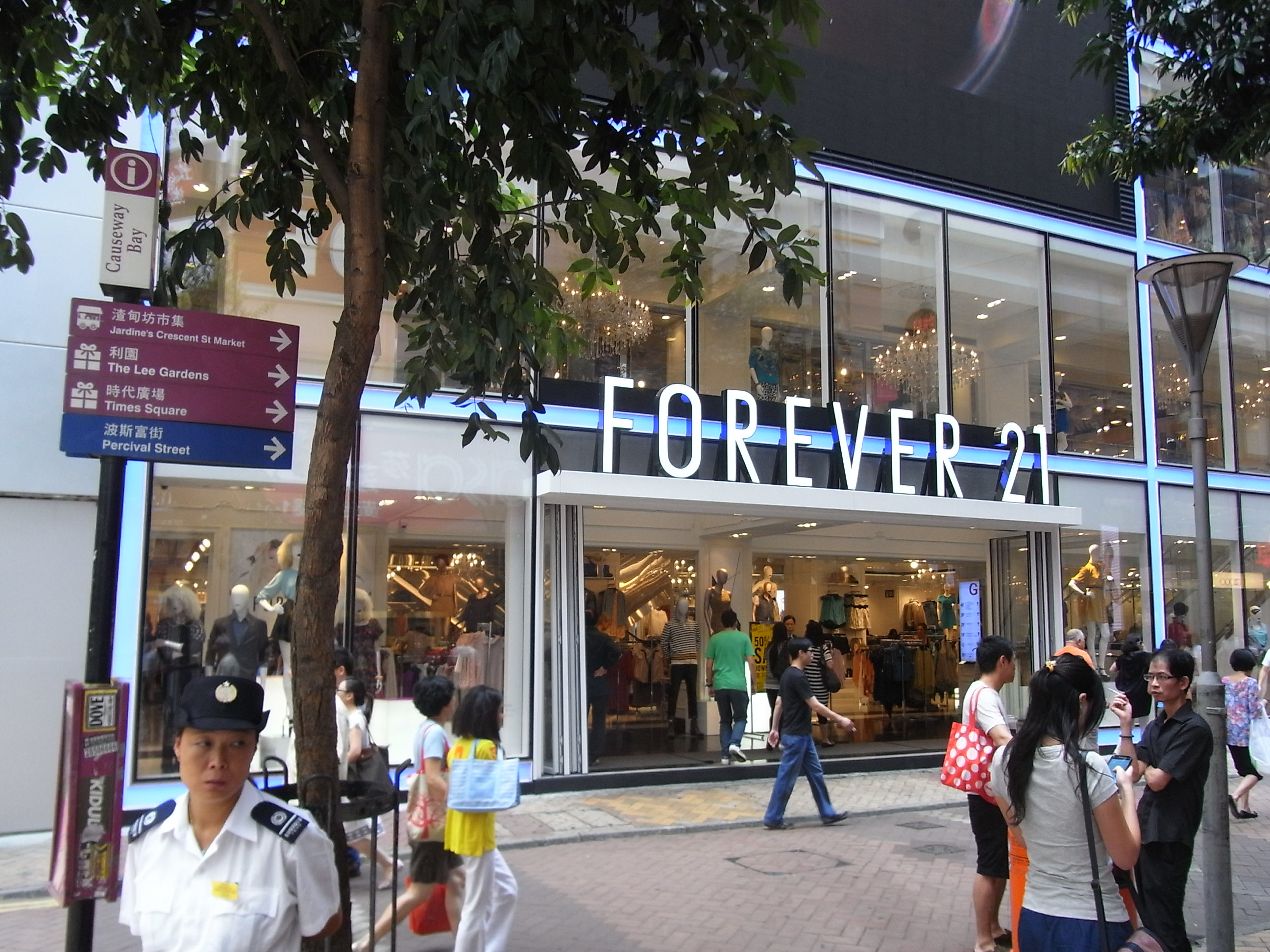
FOREVER 21曾經在2011年至2017年8月在京華中心設旗艦店
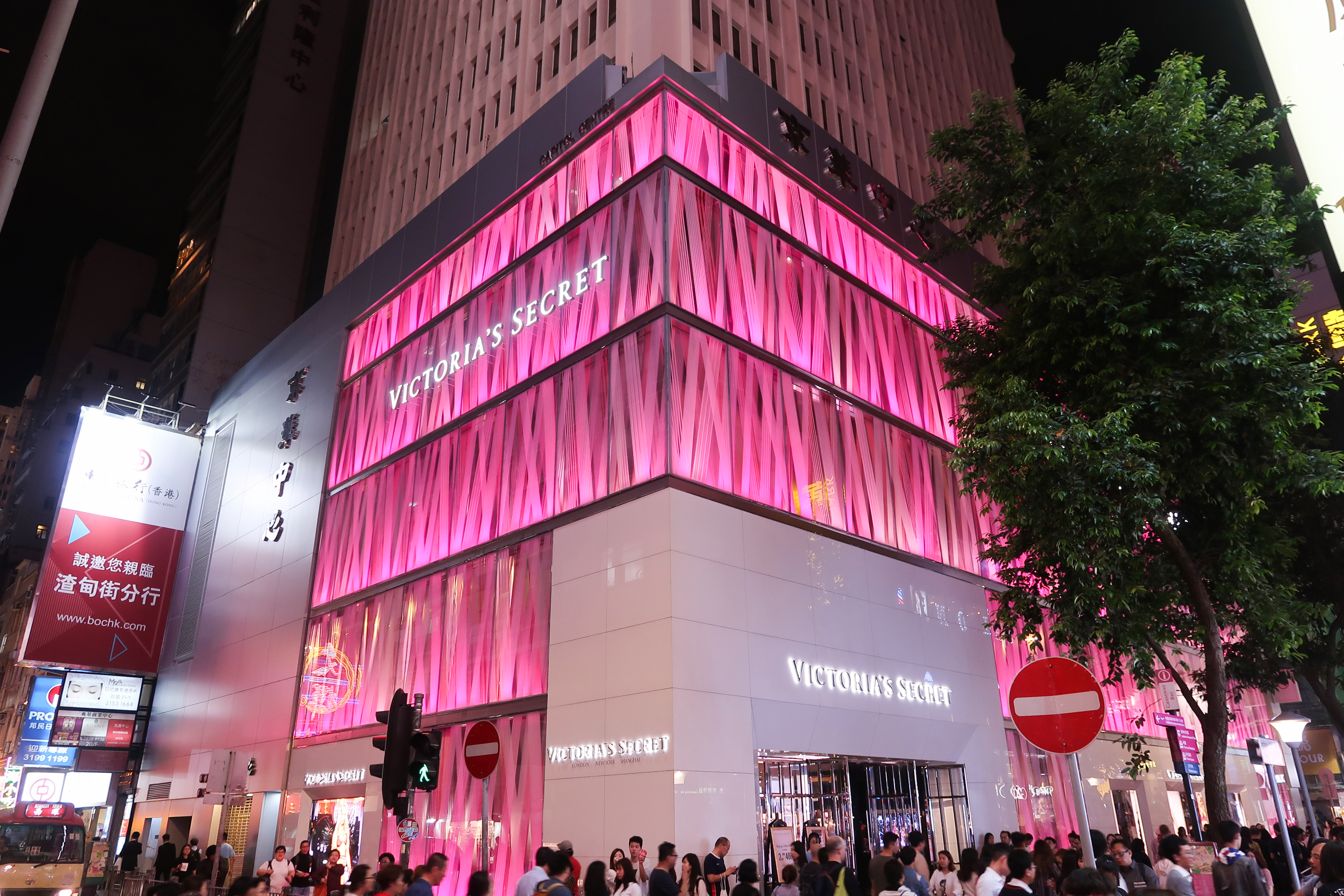
京華中心Victoria's Secret（2019年）
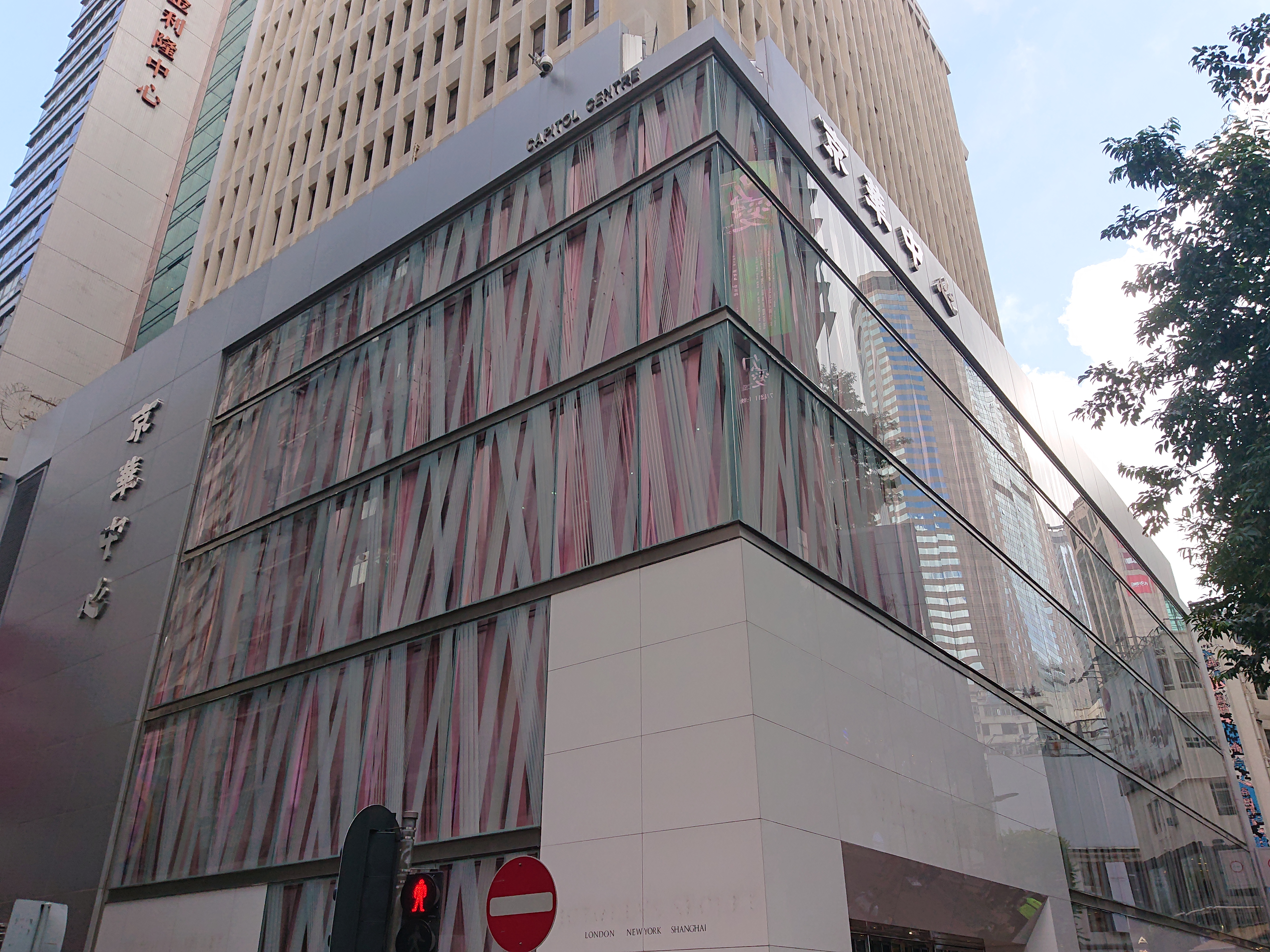
Victoria's Secret退租後，京華中心的空置鋪位（2020年）